# Amanda Tenfjord
Amanda Klara Georgiadis Tenfjord, znana pod umetniški imenom Amanda Tenfjord (grško Αμάντα Γεωργιάδη), grško-norveška pevka in tekstopiska, * 9. januar 1997. 
Amanda se je rodila se je v Ioannini v Grčiji, odraščala pa je v Tennfjordu na Norveškem. Grčijo je zastopala na tekmovanju za pesem Evrovizije 2022.

## Kariera
Amanda je pri petih letih začela obiskovati pouk klavirja. Leta 2016 je sodelovala na glasbenem tekmovanju TV 2 Norway The Stream, kjer se je uvrstila med 30 najboljših udeležencev. Leta 2018 se je tudi pojavila v programu na P3 Live leta 2019 s pesmijo "Let Me Think". Tenfjord je nastopala tudi z norveško skupino Highasakite. Leta 2019 je bila nagrajena z nagrado za kulturo mladih občine Haram.

## Osebno življenje
Amanda Klara Georgiadis Tenfjord se je rodila 9. januarja 1997 Norvežanki Greti Katrin Tenfjord in Grku Konstantinosu Georgiadisu. Tenfjord je svoja prva leta preživela v Grčiji, preden se je z družino preselila v Tennfjord v Møre og Romsdal. Tenfjord se je leta 2015 preselila v Trondheim zaradi študija medicine na NTNU. Leta 2019 je Tenfjord sporočila, da je svoje študij medicine prekinila in se osredotočila na glasbeno kariero.

## Diskografija

### Pesmi
- »Run« (2014)
- »I need lions« (2016)
- »Man of Iron« (2017)
- »First Impression« (2018)
- »No Thanks« (2018)
- »Let me Thing« (2018)
- »The Floor is Lava« (2019)
- »Troubled Water« (2019)
- »Kill The Lonely« (2019)
- »as if« (2020)
- »Pressure« (2020)
- »Than I Fell in Love« (2020)
- »Miss the Way You Missing Me« (2021)

### EPi
- First Impression (2018)
- Miss the Way You Missed me (2021)